# 李-佛美尼症候群
李-佛美尼症候群（Li-Fraumeni syndrome）是一種罕見的自體顯性遺傳疾病， 是以首先發現此疾病的兩位醫師， 李沛和約瑟夫·佛美尼命名。
李-佛美尼症候群是由來自於父母遺傳或是發生在胚胎細胞上的p53蛋白質基因突變所引起，有這種症狀的人通常會有極高機率罹患各種腫瘤與癌症。這也是因為p53蛋白質在抑制腫瘤的重要性所導致。主要的特徵有早發性的癌症（小於45歲）、同時發生多種部位癌症或肉瘤。確定的診治需要經基因檢測確定。